# Svetonij
Gaj Svetonij Trankvil (latinsko Gaivs Svetonivs Tranqvillvs) je bil rimski zgodovinar, pisec in državni uradnik, * okoli 69, † po letu 122. 
Njegovo najpomembnejše ohranjeno delo so biografije dvanajstih zaporednih rimskih cesarjev od Julija Cezarja do Domicijana z naslovom  De Vita Caesarum (Življenja cesarjev). Bil je prvi, ki je pisal o Cezarjevih epileptičnih napadih in kristjanih, za katere pravi, da so »pripadniki nekega novega in zlega praznoverja«. Njegova druga dela se nanašajo na dnevna dogajanja v Rimu, politiko, govorništvo in življenja slavnih piscev, pesnikov, zgodovinarjev in slovničarjev. Nekaj teh del se je delno ohranilo, mnogo pa se jih je izgubilo.

## Življenjepis
Svetonij je bil rojen verjetno v Italiji okoli leta 69. Datum rojstva je izračunan in njegovega zapisa, da je bil dvajset let po Neronovi smrti »mlad fant«. Zagotovo je izhajal iz družine s srednjim družbenim položajem. Oče je bil tribun viteškega ranga (tribunus angusticlavius) v XIII. legiji. Svetonij se je šolal v času, ko so v Rimu cvetele šole retorike. 
Bil je dober prijatelj senatorja in pisca Pisem Plinija mlajšega, ki ga opisuje kot »tihega in k študiju nagnjenega moža, posvečenega pisanju«. Plinij mu je pomagal kupiti manjše posestvo in posredoval pri cesarju Trajanu, da mu je podelil privilegije  ius trium liberorum, katere so sicer podeljevali očetom treh otrok, ker je bil njegov zakon brez otrok. Svetonij je zaradi Plinija užival naklonjenost cesarjev Trajana in Hadrijana in bil morda celo član Plinijevega kabineta, ko je bil leta 110-112 prokonzul Bitinije in Ponta  v severni Mali Aziji. Pod Trajanom je bil njegov sekretar za študije, katerega pristojnosti niso jasne, in direktor Državnih arhivov. Pod Hadrijanom je postal cesarjev sekretar, dokler ga ni cesar leta 119 zaradi afere s cesarico Vibijo Sabino odpustil. 

## Dela

### De Vita Caesarum
Svetonijevo najpomembnejše delo je De Vita Caesarum (Življenja cesarjev), obsežna zbirka življenjepisov dvanajst zaporednih rimskih cesarjev. Delo je napisal verjetno v Hadrijanovem času. Začenja se z življenjepisom Julija Cezarja, v katerem manjka nekaj začetnih poglavij, in se nadaljuje z Avgustom, Tiberijem, Kaligulo, Klavdijem, Neronom, Galbo, Otonom, Vitelijem, Vespazijanom, Titom in Domicijanom. Knjiga je bila posvečena prijatelju Gaju Septiciju Klaru, prefektu pretorijske straže leta 119.  Življenjepisi so zapisani po ustaljenem obrazcu: opis cesarjevega videza, pomembna dejanja, zgodovina družine, navedki, in nazadnje zgodovina. 

### Druga dela

#### Delno ohranjena dela
- De Viris Illustribus (Slavni možje), med katere spadajo:
  - De Illustribus Grammaticis (Slavni jezikoslovci; 20 kratkih življenjepisov, ki so verjetno  dokončani)
  - De Claris Rhetoribus (Slavni retoriki; 5 ohranjenih kratkih življenjepisov od prvotnih  16)
  - De Poetis (Pesniki; življenjepis Vergilija in odlomki življenjepisov Terencija, Horacija in Lukanija)
- De historicis (Zgodovinarji;  ohranjen je samo kratek življenjepis Plinija starejšega)
  - Peri ton par' Hellesi paidion (Grške igre)
  - Peri blasphemion (Grške psovke)

Zadnji dve deli sta napisani v grškem jeziku. Delno sta ohranjeni v izvlečkih v kasnejših grških besednjakih.

#### Izgubljena dela[9]
- Življenjepisi članov vladarskih družin
- Življenjepisi slavnih prostitutk
- Rimske šege in navade
- Rimsko leto
- Rimska praznovanja
- Rimska oblačila
- Državni funkcionarji
- O Ciceronovi Republiki
- Telesne pomanjkljivosti človeštva
- Metode za izračunavanje časa
- Esej o naravi
- Slovnični problemi
- Kritični znaki, ki se uporabljajo v knjigah

## Sodobne izdaje
- Donna W. Hurley (prevajalka), Suetonius: The Caesars, Indianapolis/London: Hackett Publishing Company, 2011.
- J.C. Rolfe (prevajalec), Lives of the Caesars, I. zvezek, Loeb Classical Library 31, Harvard University Press, 1997.
- J.C. Rolfe (prevajalec), Lives of the Caesars, II. zvezek, Loeb Classical Library 38, Harvard University Press, 1998.